# Lwiw-Sandomierz-Operation
1941: Białystok-Minsk – Dubno-Luzk-Riwne – Smolensk – Uman – Kiew – Odessa – Leningrader Blockade – Wjasma-Brjansk – Charkow – Rostow – Moskau – Tula

1942: Rschew – Charkow – Ljuban/Wolchow – Kertsch/Sewastopol – Fall Blau – Kaukasus – Stalingrad – Operation Mars

1943: Woronesch-Charkow – Operation Iskra – Nordkaukasus – Charkow – Kursk – Orjol – Donez-Mius – Donbass – Belgorod-Charkow – Smolensk – Dnepr – Kiew

1944: Dnepr-Karpaten – Leningrad-Nowgorod – Krim – Wyborg–Petrosawodsk – Operation Bagration – Lwiw-Sandomierz – Jassy–Kischinew – Belgrad – Petsamo-Kirkenes – Baltikum – Karpaten – Ungarn

1945: Kurland  – Weichsel-Oder – Ostpreußen – Westkarpaten – Niederschlesien – Ostpommern – Plattensee – Oberschlesien – Wien – Oder – Berlin – Prag
Die Lwiw-Sandomierz-Operation (Lemberg-Sandomir-Operation; russisch Львовско-Сандомирская операция) war eine Offensive der 1. Ukrainischen Front der Roten Armee, die zugleich mit der Operation Bagration stattfand. Im Laufe dieser Operation führte die Rote Armee drei Unteroperationen durch: Die Lwiwer, die Stanislawower und die Sandomierzer Operation. Ziel war es, die deutsche Heeresgruppe Nordukraine im Raum Lemberg (Lwiw) – Sandomierz zu zerschlagen. Die Operation begann am 13. Juli 1944 und endete am 29. August desselben Jahres mit der Rückeroberung der westlichen Ukraine und der südöstlichen Gebiete Polens.

## Vorbereitungen

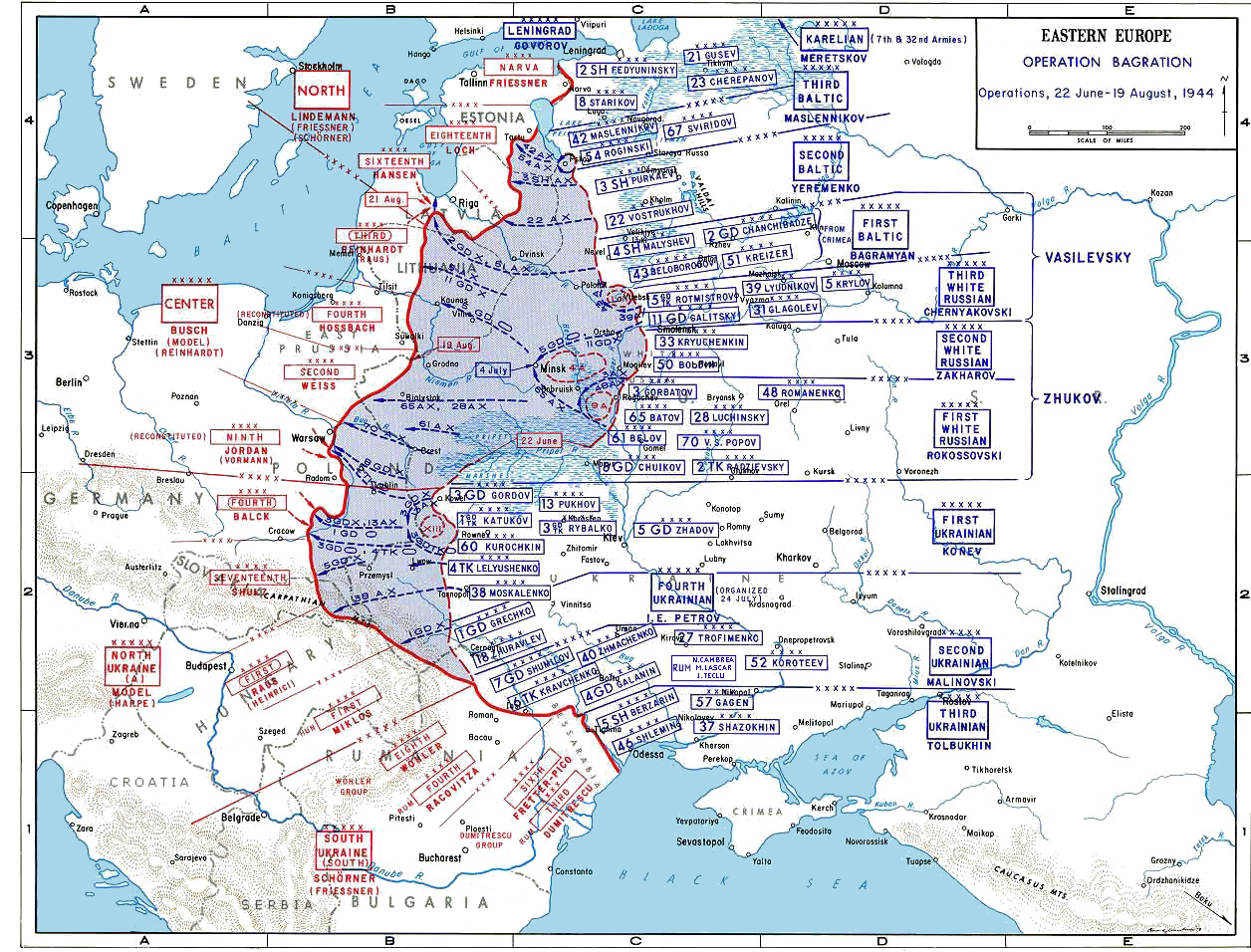
Ostfront von Juni bis August 1944

Am 22./23. Mai 1944 wurde in Moskau auf einer Konferenz von Kommandeuren sowjetischer Verbände, die der deutschen Heeresgruppe Mitte gegenüberstanden, das Konzept des Generalstabes der Roten Armee zur Zerschlagung der deutschen Heeresgruppe östlich Minsk vorgestellt und die grundlegende Planung der Operation Bagration ausgearbeitet. Da der Großteil der mobilen Truppen der Roten Armee im Süden konzentriert war, wurde Anfang Juni Marschall I.S. Konew, der Kommandeur der 1. Ukrainischen Front, von Stalin in die Planungen einbezogen. Konew schlug ein komplexes Manöver vor, bei dem der nördliche Flügel der 1. Ukrainischen Front mit 14 Schützendivisionen, der 1. Gardepanzerarmee und einer mobilen Gruppe westlich Luzk konzentriert werden und von Norden her Richtung Lwiw vorstoßen sollte, um die deutschen Truppen dort einzukesseln. Im Zentrum der 1. Ukrainischen Front war ein gleichzeitiger Angriff von 15 Schützendivisionen, einem Kavalleriekorps und der 3. und 4. Garde-Panzerarmee vorgesehen. Konews Plan war es, die deutschen Truppen östlich Lemberg einzukesseln und dann mit der 3. und 4. Garde-Panzerarmee weiter in Richtung Nordwesten vorzustoßen und bei Sandomierz die Weichsel zu erreichen. Um die für dieses Vorhaben notwendige Überraschung zu gewährleisten, sollte eine Konzentration im Raum Stanislaw, nördlich der Ausläufer der Karpaten, vorgetäuscht werden. Stalin stand dem Plan Konews zunächst skeptisch gegenüber, willigte dann aber trotzdem ein, nicht ohne Konew zu verstehen zu geben, dass sein Schicksal vom Erfolg der Operation abhing.
Ende April 1944 gab es im Hinterland der deutschen Front elf Partisanenverbände und 40 Gruppen (insgesamt 12.600 Menschen). Vor der Offensive gelang es ihnen, die Eisenbahnlinien Lemberg-Warschau und Rawa-Ruska-Jarosław für fast einen Monat lahmzulegen und 13 große deutsche Garnisonen auszuschalten.

### Truppenstärke
Die Stärke der 1. Ukrainischen Front unter Marschall der Sowjetunion Iwan Konew betrug 1.002.200 Soldaten und 1.614 Panzer, 14.000 Geschütze und Mörser, sowie 2.806 Flugzeuge. Diese Streitmacht gliederte sich in sieben Panzerkorps, drei mechanisierte Korps, sechs Kavallerie- und 72 Schützendivisionen und war die bis dato stärkste Front der Roten Armee und die größte Frontvereinigung, die jemals zu einer Offensive angetreten war.
3. Gardearmee (Generalleutnant Wassili Nikolajewitsch Gordow)
- 21. Schützenkorps, Generalmajor Jefim Wassiljewitsch Bedin, ab 30. Juli Alexei Alexandrowitsch Jamanow (81., 136. und 253. Schützendivision)
- 22. Schützenkorps, Generalmajor Fjodor Wassiljewitsch Sacharow (58., 329. und 389. Schützendivision)
- 76. Schützenkorps, Generalleutnant Michail Iwanowitsch Gluchow (106., 149. und 181. Schützendivision)
- 120. Schützenkorps, Generalmajor Semjon Iwanowitsch Donskow (197., 218. und 273. Schützendivision)

1. Gardepanzerarmee (Generaloberst Michail Jefimowitsch Katukow)
- 8. Garde-mech Korps, Generalmajor Iwan Fjodorowitsch Drjomow (19., 20. und 21. Garde-mech. Brigade, 1. Garde-Pz.Brigade)
- 11. Garde-Panzerkorps, Generalmajor Andrei Lawrentjewitsch Getman (40., 44. und 45. Garde-Panzerbrigade,  27. Garde-mot. Schützenbrigade)

Mobile Gruppe Baranow
- 1. Garde-Kavalleriekorps, Generalleutnant Viktor Kyrillowitsch Baranow (1.,2. und 7. Garde-Kavallerie-Division)
- 25. Panzerkorps, General Fjodor Georgjewitsch Anikuschkin (111., 162. und 175. Panzerbrigade,
- 20. motorisierte Schützenbrigade)

13. Armee (Generalleutnant Nikolai Pawlowitsch Puchow)
- 27. Schützenkorps, Generalmajor Filipp Michailowitsch Tscherokmanow (6. Garde-, 112. und 162. Schützendivision)
- 24. Schützenkorps, Generalmajor Nikolai Iwanowitsch Kirjuchin (71., 287. und 350. Schützendivision)
- 102. Schützenkorps, Generalmajor Iwan Michailowitsch Puzikow (121. Garde- 117. und 172. Schützendivision)

60. Armee (Generaloberst Pawel Alexejewitsch Kurotschkin)
- 15. Schützenkorps, Generalmajor Pjotr Wakulowitsch Tertyschni (148., 322. und 336.  Schützendivision)
- 23. Schützenkorps, Generalmajor Michail Frolowitsch Grigorowitsch (68. Garde-, 99. und 359. Schützendivision)
- 28. Schützenkorps, Generalmajor Michail Iwanowitsch Osimin (107., 140. und 246. Schützendivision)
- 106. Schützenkorps, Generalleutnant Alexander Nikolajewitsch Netschajew, ab 20. Juli Generalmajor Iwan Alexandrowitsch Kuzowkow (100., 302. und 340. Schützendivision)

3. Gardepanzerarmee (Generaloberst Pawel Semjonowitsch Rybalko)
- 6. Garde-Panzerkorps, Generalmajor Wassili Wassiljewitsch Nowikow (51., 52. und 53. Garde-Panzerbrigade, 22. Garde. mot. Schützenbrigade)
- 7. Garde-Panzerkorps, Generalmajor Sergei Alexejewitsch Iwanow, ab 21. Juli W. A. Mitrofanow (54., 55. und 56. Garde-Panzerbrigade, 23. Garde. mech. Schützenbrigade)

Mobile Gruppe Sokolow
- 6. Garde-Kavalleriekorps, Generalleutnant Sergei Wladimirowitsch Sokolow (8. und 13. Garde- sowie 8. Kavallerie-Division)
- 31. Panzerkorps, Generalmajor Wassili Jefimowitsch Grigorjew (100., 237. und 242. Panzerbrigade, 65. mot. Schützenbrigade)

4. Panzerarmee (Generaloberst Dmitri Danilowitsch Leljuschenko)
- 6. Garde-mech. Korps, Generalmajor Alexander Iwanowitsch Akimow (16. und 17. Garde-mech. Brigade, 49. Garde-mot. Schützenbrigade)
- 10. Garde-Panzerkorps, Generalmajor Jewtichy Jemeljanowitsch Below (61., 62. und 63. Garde-Panzerbrigade, 29. Garde-mot. Schützenbrigade)

38. Armee (Generaloberst Kirill Semjonowitsch Moskalenko)
- 67. Schützenkorps, Generalmajor Iwan Stepanowitsch Schmygo (121. und 241. Schützendivision)
- 101. Schützenkorps, Generalleutnant Andrei Leontjewitsch Bondarew (70. Garde-, 211. und 305. Schützendivision)
- 52. Schützenkorps, Generalmajor Sergei Michailowitsch Buschew (304., 305. und 340. Schützendivision)
- 1. tschechoslowakisches Armeekorps, Brigadegeneral Jan Kratochvíl (3 Brigaden)

5. Gardearmee (Generalleutnant Alexei Semjonowitsch Schadow)
- 32. Garde-Schützenkorps, Generalmajor Alexander Illjitsch Rodimzew (13., 95. und 97. Garde-Schützendivision)
- 33. Garde-Schützenkorps, Generalleutnant Nikita Fedotowitsch Lebedenko (9. Garde-Luftlande-, 14. und 78. Garde-Schützendivision)
- 34. Garde-Schützenkorps, Generalmajor Nikolai Matwejewitsch Makowtschuk (15. und 58. Garde,- 118. Schützendivision)

1. Gardearmee (Generaloberst Andrei Antonowitsch Gretschko)
- 18. Garde-Schützenkorps, Generalmajor Iwan Michailowitsch Afonin (151., 161., 237. und 395. Schützendivision)
- 30. Schützenkorps, Generalmajor Grigori Semjonowitsch Lazko (129. Garde-, 30. und 141. Schützendivision)
- 47. Schützenkorps, Generalmajor Dmitri Iwanonowitsch Kislitzyn (280. und 309. Schützendivision)
- 74. Schützenkorps, Generalmajor Viktor Pawlowitsch Jankowski (147., 155. und 276. Schützendivision)
- 107. Schützenkorps, Generalmajor Dmitri Wassiljewitsch Gordejew (127., 167. und 304. Schützendivision)
- 4. Garde-Panzerkorps, Generalleutnant Pavel Pawlowitsch Poljubarow (12., 13. und 14. Garde-Panzerbrigade, 3. mech. Garde-Schützenbrigade)

18. Armee (Generalleutnant Jewgeni Petrowitsch Tschurawljow)
- 11. Schützenkorps, Generalmajor Iwan Terentjewitsch Samertzew  (24., 226. und 271. Schützendivision)
- 17. Garde-Schützenkorps, Generalmajor Anton Iosifowitsch Gastilowitsch (2. Garde-Luftlande-,  8.  und 317. Schützendivision)
- 95. Schützenkorps, Generalmajor Iwan Alexandrowitsch Kuzowkow, ab 20. Juli Iwan Iwanowitsch Meljnikow (66. Garde- und 138. Schützendivision)

Der Roten Armee stand die deutsche Heeresgruppe Nordukraine unter Generaloberst Josef Harpe mit 900.000 Soldaten, 6.300 Geschützen, 900 Panzern und 700 Flugzeugen gegenüber. Diese Heeresgruppe bestand aus drei Armeen: der 1. Panzerarmee unter Generaloberst Erhard Raus, der 4. Panzerarmee unter General der Panzertruppe Walther Nehring und aus der ungarischen 1. Armee (Generaloberst Beregfy).

## Verlauf

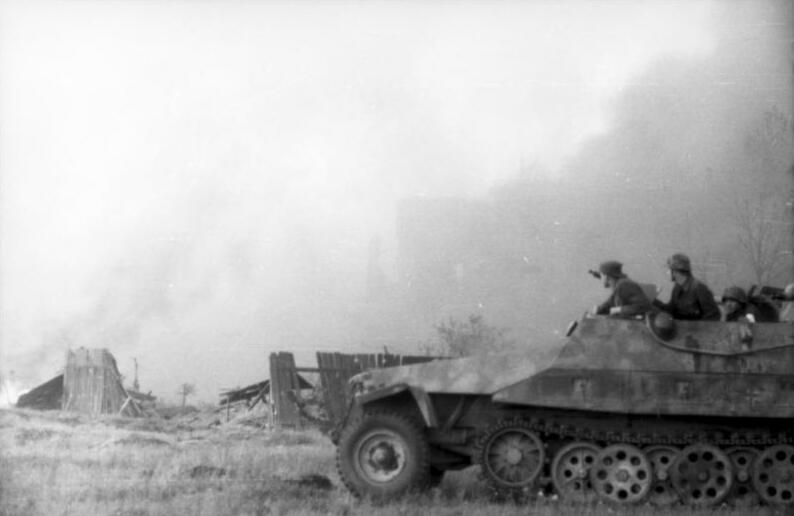
Schützenpanzer vor einer brennenden Ortschaft

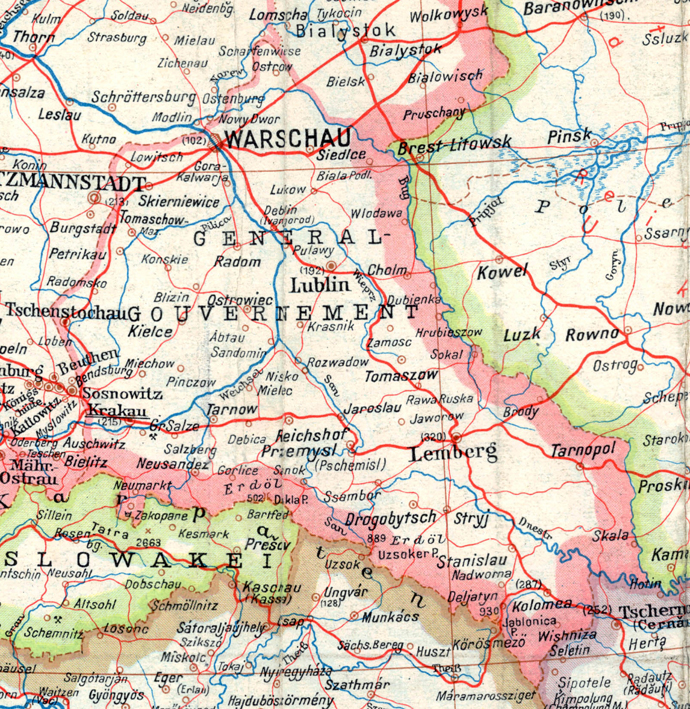
Generalgouvernement mit Galizien

Am 13. Juli, am gleichen Tag, als die verbliebenen deutschen Verbände bei Minsk kapitulierten und die Stadt Wilna eingenommen wurde, begann der sowjetische Hauptangriff im Raum beiderseits von Brody mit dem Vorstoß der 3. Gardearmee (Generalleutnant Gordow) am rechten und der 13. Armee (Generalleutnant Puchow) am linken Flügel des nördlichen Abschnittes der 1. Ukrainischen Front. General Harpe nutzte seine mobile Reserve, das III. Panzerkorps (General Breith) mit der 1. und 8. Panzer-Division dazu, die sowjetische Offensive aufzuhalten. 
Marschall Konew setzte am 15. Juli die 1. Gardepanzerarmee unter Generaloberst Michail Katukow und die mobile Gruppe unter Generalleutnant Baranow (1. Garde-Kavalleriekorps und 25. Panzerkorps unter General F. G. Anikuschkin) zum Durchbruch an. General Baranow griff aus dem Styr-Abschnitt im Raum Luzk in Richtung Südwesten an und konnte die deutsche Front bei Gorochow durchbrechen. Am 16. Juli ließ Konew die 3. Gardepanzerarmee (Generaloberst Rybalko) und die 4. Panzerarmee (Generaloberst Leljuschenko) sowie das 6. Garde-Kavalleriekorps (Generalleutnant Sergei Wladimirowitsch Sokolow) im Raum Zalosce antreten und durch eine Lücke in der deutschen Verteidigungslinie, den sogenannten Koltow-Korridor, direkt in Richtung Lemberg vorstoßen. 

### Kessel von Brody
Die am 18. Juli erreichte Vereinigung sowjetischer Panzerspitzen im Raum Busk führte zur Einkreisung des deutschen XIII. Armeekorps (General der Infanterie Hauffe) im Kessel von Brody. Truppen der sowjetischen 13. Armee hielten die deutschen Verteidigungsanlagen nördlich und südlich der Stadt Brody fest. Die Schützenkorps der Generäle Tscherokmanow (27. S.k.), Kirjuchin (24. S.k.) und Puzikow (102. S.k.) umfassten das XIII. Armeekorps. Etwa sechs deutsche Divisionen wurden eingekesselt, darunter die 340., 361., 349., 454., die aus ukrainischen Freiwilligen bestehende 14. Waffen-Grenadier-Division der SS (galizische Nr. 1), sowie die Korps-Abteilung C (Kampfgruppen 183., 217. und 339. Infanterie-Division). 
Im Morgengrauen des 20. Juli bildete die Korps-Abteilung C und die Sturmgeschütz-Abteilung 249 beiderseits Bialy Kamien den Stoßkeil für den Ausbruch nach Süden. Sie versuchten über den Bug vorzustoßen und nach Überschreiten des südlich verlaufenden Zloczowka die Gegend zwischen Skwarzwa und Chilczyce zu erreichen. Die 14. SS-Division und die 361. Infanterie-Division hatten dabei den Rücken zu decken. Gleichzeitige Entsatzangriffe durch die deutsche 8. Panzerdivision aus dem Raum südlich von Zloczow waren erfolglos; bis zum Abend des 22. Juli waren die eingeschlossenen Truppen fast vollständig aufgerieben. Nur wenigen deutschen Verbänden gelang der Ausbruch aus dem Kessel nach Süden in Richtung auf Gologory zur Zlota Lipa, wo sich auch das XXXXVIII. Panzerkorps nach Westen auf Lemberg zurückziehen musste. Nach sowjetischen Angaben fielen im Kessel von Brody 30.000 deutsche Soldaten, 17.000 wurden gefangen genommen und 5.000 gelang die Flucht. Große Mengen an Kriegsgerät wurden erbeutet, darunter 719 Geschütze, 1.100 Mörser und 3.900 Fahrzeuge.
Am 18. Juli wurde der sowjetische Durchbruch auf 200 km Breite und einer Tiefe von 50 bis 80 Kilometer erweitert. Die 6. Garde-Schützendivision unter General Onuprienko hatten den westlichen Bug überwunden und am 20. Juli die Stadt Rawa-Ruska besetzt. Der südliche Abschnitt der 1. Ukrainischen Front eröffnete ebenfalls den Vormarsch: Die 5. Gardearmee (General Schadow) und die 38. Armee (General Moskalenko) folgte aus dem Raum Tarnopol zur Zlota Lipa und die 1. Gardearmee (Gretschko) ging gegen Buczacz vor. Am südlichen Dnjestr-Ufer eröffnete ein selbständiges Panzerkorps im Rahmen der 18. Armee (Generalleutnant J. P. Tschurawljow) den Angriff aus dem Raum Kolomea nach Stanislau.

### Kämpfe im Raum Lemberg

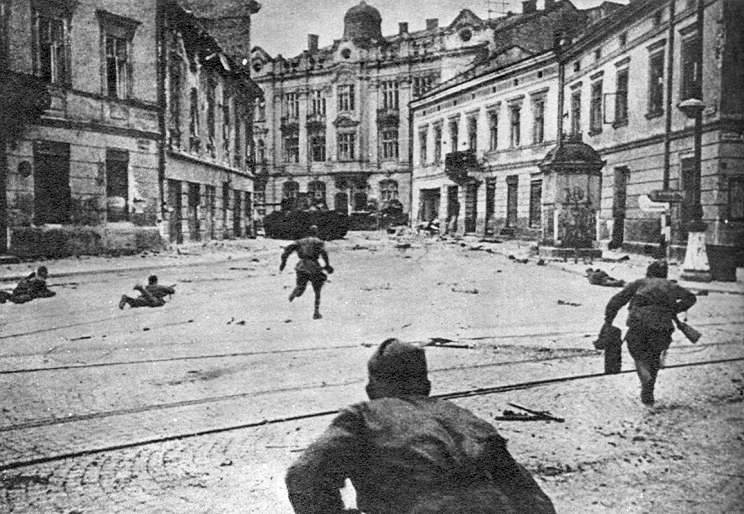
Sowjetische Soldaten beim Vormarsch im westukrainischen Lemberg

Am 22. Juli erreichte die sowjetische 4. Panzerarmee mit dem 31. Panzerkorps (Generalmajor Grigorjew) den südlichen Stadtrand von Lemberg und es begannen heftige Straßenkämpfe mit dem deutschen III. Panzerkorps. Einheiten der polnischen Untergrundarmee Armia Kraiowa (AK) koordinierten sich mit den Truppen der Roten Armee. Die Polen besetzten wichtige Schlüsselpositionen in der Stadt und unterstützten dadurch den Angriff der Roten Armee.
Aus dem Osten näherte sich die 60. Armee (General Kurotschkin) der Stadt, am 24. Juli hatte die 3. Garde-Panzerarmee den Bezirk Jaworow erreicht. Am 27. Juli drangen sowjetische Armeen aus verschiedenen Richtungen in Lemberg ein. Am gleichen Tag nahm die 5. Gardearmee im Kampf mit dem deutschen LIX. Armeekorps Halitsch und die 1. Gardearmee besetzte im Kampf mit der 7. Panzerdivision des XXXXVI. Panzerkorps Stanislau. Durch den sowjetischen Durchbruch zu den Karpaten wurde die deutsche Heeresgruppe in zwei Teile gespalten, die 1. Panzerarmee musste sich durch den Korridor von Stryi über Drohobycz nach Westen zurückziehen, die ungarische 1. Armee gab das Vorfeld der Karpaten auf, ging auf die südlichen Höhenstellungen zurück und hielt die Verbindung zur deutschen 8. Armee aufrecht.
Ebenfalls am 27. Juli erklärte die sowjetische Seite Lemberg zum Teil ihres Staatsgebiets. Es folgten Verhandlungsversuche mit den Vertretern der AK, die die Stadt als polnisch ansahen. Am 31. Juli verhaftete das sowjetische Militär und Vertretern des NKWD schließlich mehrere AK-Soldaten und -Offiziere um den Gebietskommandeur Władysław Filipkowski. Die übrigen polnischen Truppen wurden entwaffnet. Ein Teil von ihnen wurde kurz darauf in die Berling-Armee eingebunden, einigen Polen gelang es, nach Rzeszów zu entkommen.

### Verfolgung zum San, Vorstoß zur Weichsel
Am 27. Juli erreichte die sowjetische 4. Panzerarmee den San-Abschnitt und besetzte Przemyśl. Vom 29. Juli bis zum 1. August überquerte die 1. Gardepanzerarmee die Weichsel und bildete bei Sandomierz einen westlichen Brückenkopf. Am 29. Juli hatte auch die Vorhut der 3. Gardearmee und die 13. Armee die Weichsel erreicht. Die 350. Schützendivision unter Generalmajor Gennadi Wechin überquerte den Fluss gewaltsam und errichtete im Raum nördlich von Baranow einen Brückenkopf auf dem Westufer. Alle Versuche der Wehrmacht, den Brückenkopf zu erobern, schlugen fehl. Am 23. August wurde die Stadt Dębica von der 60. Armee eingenommen.

## Folgen
Der 1. Ukrainischen Front gelang es, den am besten gesicherten Abschnitt der deutsch-sowjetischen Front innerhalb von nur zwei Tagen zu durchbrechen. Bei der Offensive stieß die Rote Armee auf einer 440 km breiten Front bis 350 km nach Westen vor. Acht deutsche Divisionen gingen im Kessel von Brody vollständig verloren, 32 deutsche Divisionen verloren 50 bis 70 Prozent ihrer Soldaten.
Die Verluste der Wehrmacht werden auf etwa 136.860 Mann veranschlagt, davon rund 55.000 Gefallene, Vermisste und Kriegsgefangene. Die sowjetischen Verluste betrugen 289.296 Soldaten (davon 65.001 Tote), 1.832 Geschütze, 1.269 Panzer und 289 Flugzeuge. Nach dem Ende der Operation wurden 123.000 sowjetische Soldaten ausgezeichnet, davon 160 mit dem Titel Held der Sowjetunion. Am 29. Juli 1944 wurde Marschall Iwan S. Konew zum ersten Mal zum Helden der Sowjetunion ernannt.
Die Rote Armee eroberte bei Sandomierz einen großen Brückenkopf an der Weichsel. An diesem Brückenkopf blieben die sowjetischen Truppen für mehr als vier Monate lang stehen, weil das Hauptquartier des Kommandos des Obersten Befehlshabers den Schwerpunkt der sowjetischen Angriffe nach Süden verlagerte (Operation Jassy-Kischinew, Belgrader Operation, Schlacht um Budapest, Ostkarpatische Operation usw.). Erst am 12. Januar 1945 begann die erfolgreiche Weichsel-Oder-Operation, die die Rote Armee nach Deutschland brachte.